# Colònia de la Badia de Massachusetts

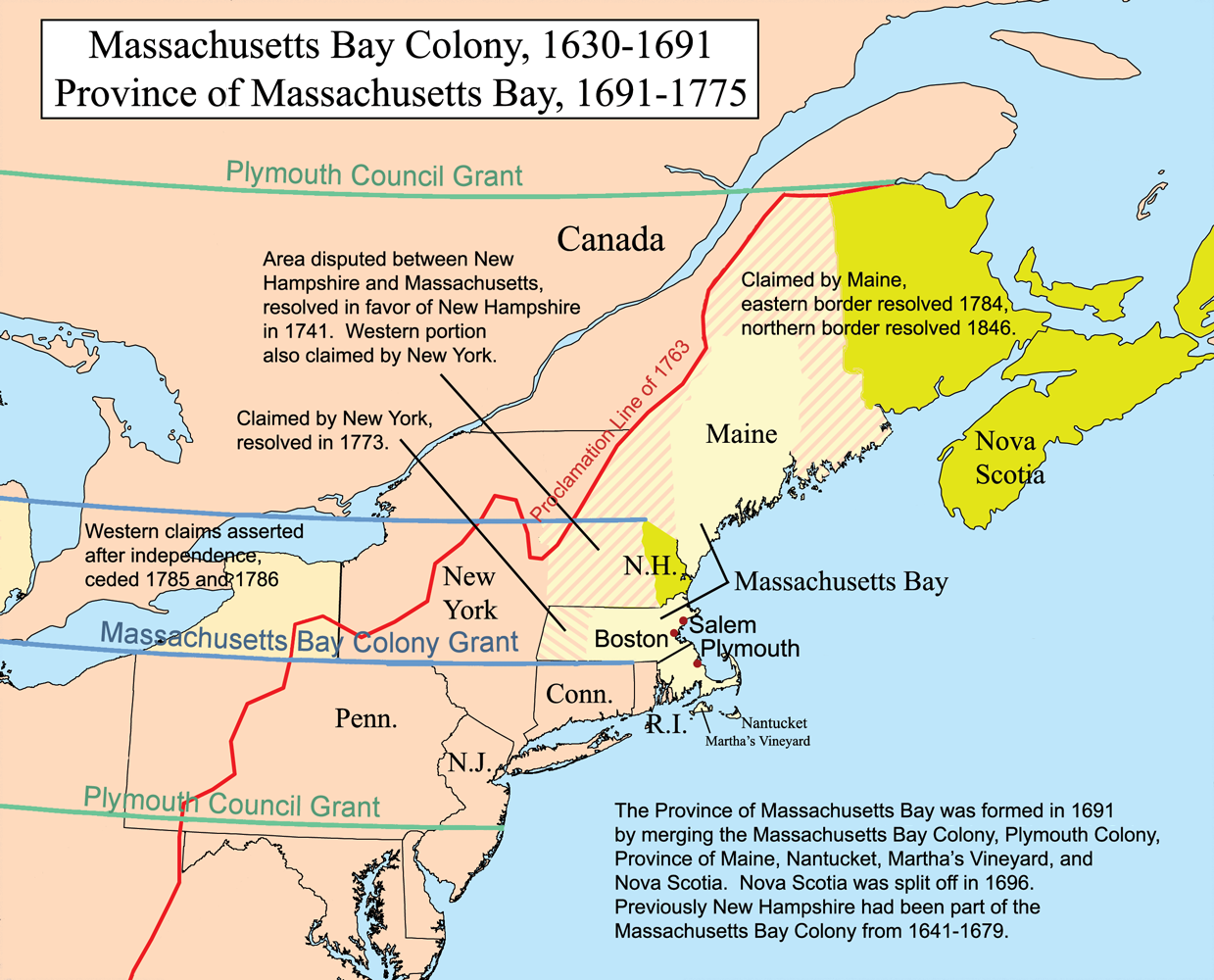
Un mapa que descriu diverses reclamacions territorials colonials van relacionar a Massachusetts

La Colònia de la Badia de Massachusetts fou un poblament anglès en la costa de l'est d'Amèrica del Nord (Badia de Massachusetts) en el segle xvii, en Nova Anglaterra, situada al voltant de les ciutats actuals de Salem i Boston. El territori administrat per la colònia va incloure la gran part central de l'actual Nova Anglaterra, incloent porcions de diferents Estats dels Estats Units com Massachusetts, Maine, Nou Hampshire, Rhode Island i Connecticut.
La colònia va ser fundada pels propietaris de la Companyia de la Badia de Massachusetts que incloia als inversors de la fallida Companyia Dorchester, la qual tenia establert el 1623 un acord de curta durada a Cape Ann. El segon intent de la Colònia de la Badia de Massachusetts va començar el 1628 i va ser un èxit, amb prop de 20.000 persones que van emigrar a Nova Anglaterra en la dècada de 1630. La població era molt puritana i el seu govern va ser dominat per un petit grup de líders que van ser fortament influenciats pels líders religiosos puritans. Encara que van ser elegits els seus governadors, l'electorat es limitava als homes lliures que havien estat examinats pels seus punts de vista religiosos i formalment admesos en la seva església i també a casa amb l'autocontrol. A conseqüència d'això, el govern colonial va ser intolerant a altres punts de vista religiosos, incloent Anglicans, Quaker i teologies baptistes.
Tot i que els colonitzadors inicialment van tenir relacions decents amb les poblacions natives locals, les friccions van sorgir per les diferències culturals, que eren més exacerbades per l'expansió colonial holandesa. Aquests van dirigir primer la Guerra Pequot (1636-1638), i després la Guerra del Rei Philip (1675-1678), després que la majoria dels nadius en Nova Anglaterra del sud havien estat pacificats, morts, o expulsats.
La colònia era econòmicament pròspera, amb la participació en el comerç amb Anglaterra i les Índies Occidentals. L'escassetat de divises a la colònia va portar a establir una lliura en 1652. Les diferències polítiques amb Anglaterra després de la Restauració Anglesa va portar a la revocació de l'estatut colonial el 1684. El Rei Jaume II va establir el Domini de Nova Anglaterra el 1686 per portar a totes les colònies de Nova Anglaterra sota el ferm control de la corona. El Domini es va ensorrar després de la Revolució Gloriosa de 1688 que va deposar James i la colònia es va tornar a governar sota la carta revocada fins al 1692, quan Sir William Phips va arribar tenint la carta de la Província de la Badia de Massachusetts, que va combinar els territoris de la Badia de Massachusetts amb els de la colònia de Plymouth i participacions de propietat a Nantucket i Martha. La dominació política i econòmica de Nova Anglaterra pel modern estat de Massachusetts va ser possible, en part, per l'inicial predomini en aquests àmbits dels colons de la Badia de Massachusetts.

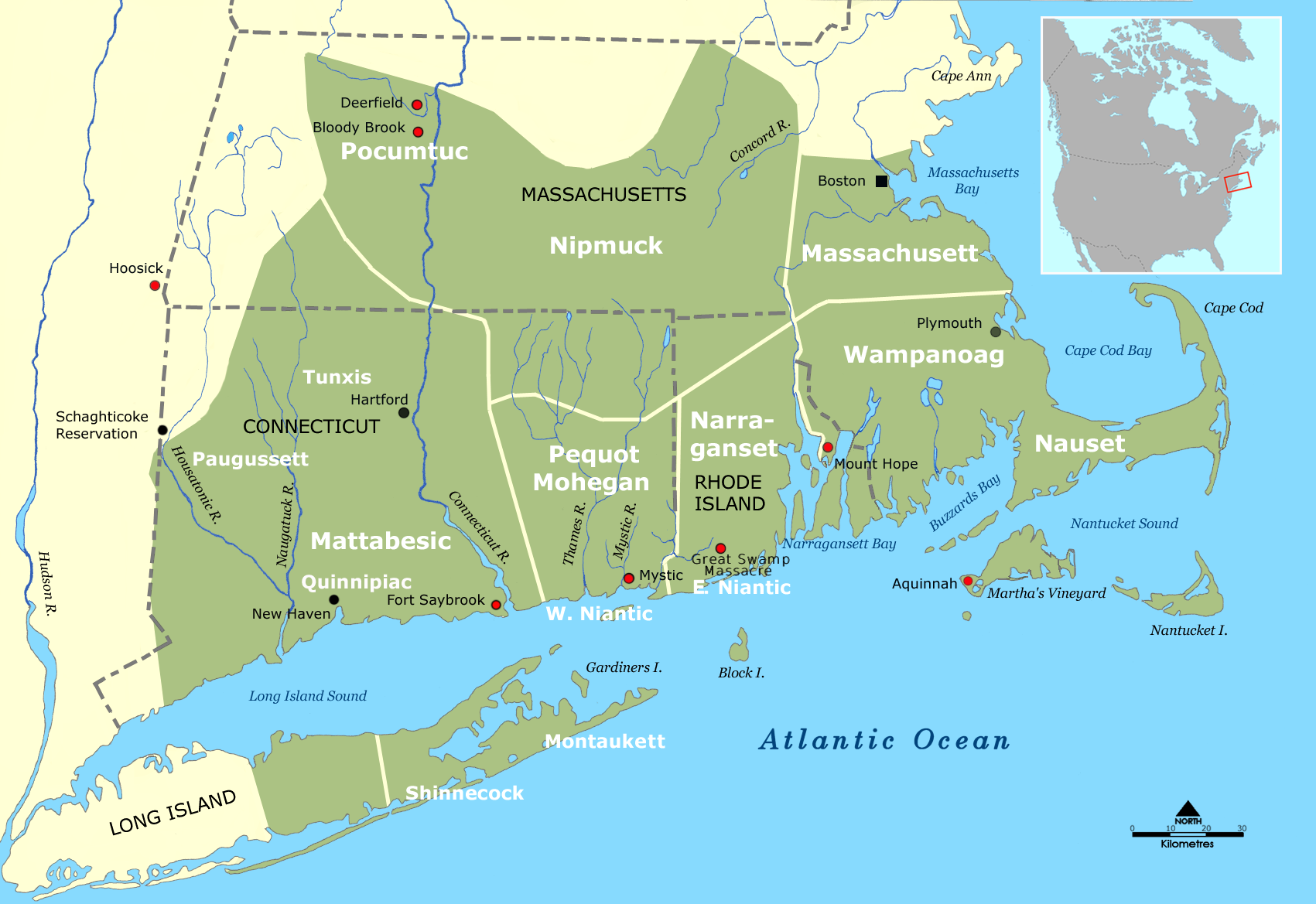
El mapa que descriu distribució tribal en Anglaterra Nova del sud, circa 1600; les fronteres polítiques mostrades és modern
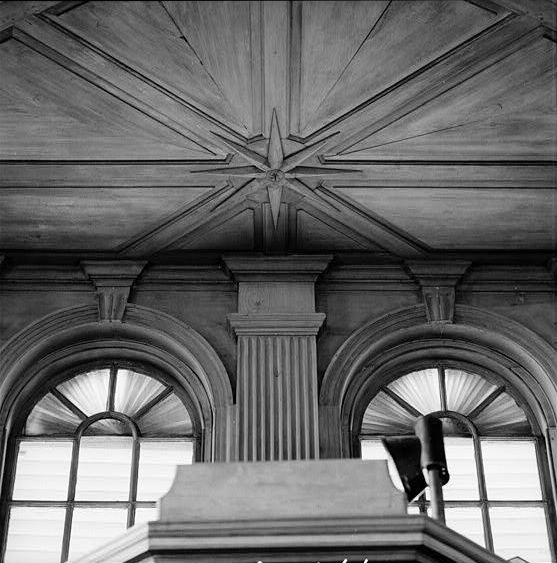
Detall de caixa de ressonància, Església de Vaixell Vell, 1681, Hingham, Massachusetts, Purità més vell meetinghouse dins Massachusetts.
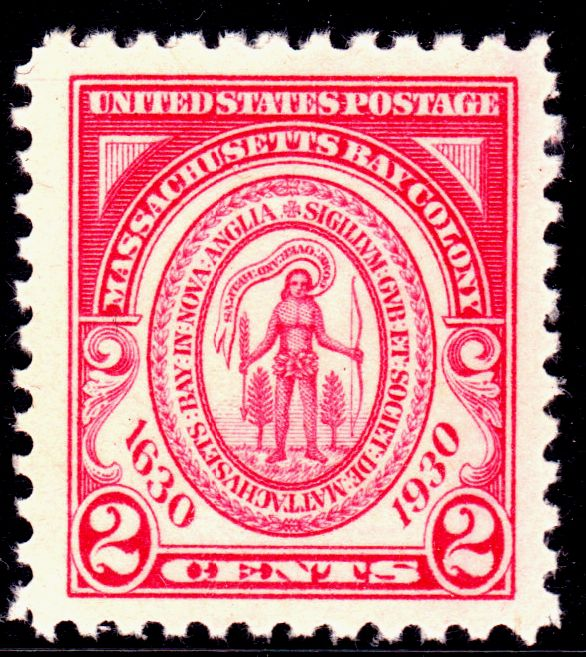
Colònia de la Badia de Massachusetts, 300è Aniversari el 1930